# Wilhelm Heitmüller (Wirtschaftswissenschaftler)
Wilhelm Heitmüller (* 9. Februar 1909 in Hannover; † 3. Dezember 1948) war ein deutscher Wirtschaftswissenschaftler, Journalist und Rundfunkkommentator.

## Leben und Ausbildung
Wilhelm Heitmüller studierte Volkswirtschaftslehre in München und promovierte 1933 in Göttingen zum Dr. rer. pol. Seit Oktober 1945 war er Leiter des Wirtschaftsfunks beim NWDR. Aufgrund eines „groben Verstoßes gegen die Loyalität“ wurde er am 1. April 1948 entlassen. Anschließend wanderte er nach Amerika aus.

## Beruflicher Werdegang
Wilhelm Heitmüllers Spezialgebiet waren die Wirtschafts- und Konjunkturpolitik sowie das betriebliche Finanzwesen. Außerdem forschte er zu Gottfried Wilhelm Leibniz.

## Publikationen (Auswahl)

### Monografien
- Die Zinsspannentheorie von Knut Wicksell: ein Beitrag zur Geschichte und zum Problem der monetären Konjunkturtheorie. Göbelhoff, Hannover 1933, DNB 570698480 (Göttingen, Univ., Diss., 1933).
- Das Handwerk in der neuen Zeit (= Verpflichtung und Aufbruch). Verl. Die Runde, Berlin 1933, DNB 573734402.
- Politik um Rohstoffe: Diplomaten und Händler auf den Weltmärkten. Völkischer Verlag, Düsseldorf 1939, OCLC 917811335.
- Problematische Wirtschaftstheorie: Versuch zu einer ideengeschichtlichen Analyse der liberalen Wirtschaftstheorie und zur Erneuerg des Wirtschaftsdenkens (= Neue Reihe staatswissenschaftlicher Arbeiten. Nr. 8). Duncker & Humblot, Berlin 1941, DNB 580143112 (Reprint: Duncker & Humblot, Berlin 2014, ISBN 978-3-428-17202-3).

### Herausgabe
- mit Friedrich Lemmer, Robert Platow: Der Wirtschafts-Ordner: Dokumente der aktuellen Wirtschaftspolitik. Zeitschrift. Rechts- u. Staatswissenschaftl. Verl., ZDB-ID 856397-4 (erschienen von 1948 bis 1949).

### Artikel
- Leibniz als Wirtschaftspolitiker. In: Schmollers Jahrbuch für Gesetzgebung, Verwaltung und Volkswirtschaft. 63 (1939), S. 461–481.
- Leibniz heute. In: Baurundschau. 37 (1947), S. 10–12.
- Der Wirtschafts-Ordner. Dokumente der aktuellen Wirtschaftspolitik. Hrsg.: Wilhelm Heitmüller; Friedrich Lemmer; Robert Platow. 1. 1948–30.1949.
- Offene Finanzierungsprobleme in Wohnungsbau. In: Baurundschau. 39 (1949), 8, S. 209–212.